# César (família)
César (em latim: Caesar) foi, na República Romana, uma família patrícia do gens Júlia, um dos mais antigos de Roma, traçando sua descendência de Iulo, filho de Eneias; seu membro mais notável foi o ditador Júlio César e, por adoção, o primeiro imperador romano, Augusto.

## Origem do nome
Não se sabe qual foi o primeiro membro do gens Julia que obteve o cognome César, sendo o mais antigo registrado pela história Sexto Júlio César, que foi tribuno em 208 a.C..
A origem do cognome também é incerta. Espartiano, em seu livro sobre a vida de Élio Vero, menciona quatro diferentes opiniões:
1. que o nome significa elefante na língua púnica, dado como sobrenome a um dos Júlios após este ter matado um elefante;
2. o nome foi dado a um dos Júlios que nasceu através de um corte (caesus) feito na barriga de sua mãe após a morte desta;[Nota 1]
3. porque um dos membros da família havia nascido com grande quantidade de cabelo (caesaries) na cabeça;
4. porque ele tinha olhos azuis (caesii) de uma natureza quase sobrenatural

De acordo com William Smith, a mais provável é a terceira, que é atribuída também a Festo; as palavras caesar e caesaries estariam relacionadas ao sânscrito kêsa, cabelo, e estaria de acordo com o costume romano de dar nomes a indivíduos com base em alguma característica peculiar de sua aparência.
A segunda opinião, do nascimento através do corte na barriga da mãe, era a mais popular entre os autores antigos (Servílio, Plínio, o Velho, Solino, Zonaras) teve origem através de uma falsa etimologia.
A primeira, de que César deriva da palavra moura para elefante, que é a adotada por Espartiano, não tem como ser confirmada ou descartada, por causa do desconhecimento da língua moura, porém Espartiano afirma que foi o avô do ditador que recebeu este nome, o que é errado, pois o nome antecede por várias gerações.

## Título
O nome foi usado por Augusto, quando este foi adotado por Júlio César, e depois passou a ser usado pelos imperadores romanos, até mesmo, depois da morte de Nero, quando a família foi extinta. Na época do imperador Adriano, este deu César como título para seu filho adotivo Élio Vero, quando o imperador passou a ser Augusto e o herdeiro passou a ter o título de César.

## Família
A reconstrução da família César é, em parte, conjectural. De acordo com William Smith, que cita Drumann, Geschichte Rome, vol.iii. p.113, os membros da família são:. William Smith não inclui os antepassados imediatos do ditador Júlio César nesta árvore, tratando-os separadamente:
1. Sexto Júlio César (pretor em 208 a.C.)
1.1 Lúcio Júlio César, filho do anterior.
1.1.1 Lúcio Júlio César (pretor em 183 a.C.), filho do anterior.
1.1.1.1 Lúcio Júlio César (pretor em 166 a.C.), filho do anterior.
1.1.2 Sexto Júlio César (tribuno em 181 a.C.), filho 1.1.
1.1.2.1 Sexto Júlio César (cônsul em 157 a.C.), filho do anterior.
1.1.2.1.1 Sexto Júlio César (pretor em 123 a.C.), filho do anterior.
1.1.2.1.1.1 Sexto Júlio César (cônsul em 91 a.C.), filho do anterior.
1.1.2.1.1.1.1 Sexto Júlio César (flâmine quirinal), filho do anterior.
1.1.2.1.1.1.1.1 Sexto Júlio César (morto em 46 a.C.), filho do anterior.
1.1.2.1.2 Lúcio Júlio César, filho do cônsul em 157 a.C. e casado com Popília
1.1.2.1.2.1 Lúcio Júlio César (cônsul em 90 a.C.) e censor em 89 a.C., filho do anterior.
1.1.2.1.1.1 Lúcio Júlio César (cônsul em 64 a.C.), filho do anterior.
1.1.2.1.1.1.1 Lúcio Júlio César (morto em 46 a.C.), filho do anterior.
1.1.2.1.1.2 Júlia, filha do cônsul em 90 a.C., casada com Marco Antônio (pai do triúnviro) e com P. Lêntulo
1.1.2.1.2.2 Caio Júlio César Estrabão Vopisco, edil curul em 90 a.C., filho de Lúcio e neto do cônsul em 157 a.C..
1.1.2.1.2.2.1 Caio Júlio César, casado com Márcia, filho do anterior.
1.1.2.1.2.2.1.1 Caio Júlio César, filho do anterior, pretor, casado com Aurélia.
1.1.2.1.2.2.1.1.1 Caio Júlio César, o ditador, filho do anterior, vários casamentos.
1.1.2.1.2.2.1.1.1.1 Júlia, filha de Caio Júlio César, o ditador, casada com Pompeu Magno.
1.1.2.1.2.2.1.1.1.2 Cesarião, filho de Caio Júlio César, o ditador e Cleópatra.
1.1.2.1.2.2.1.1.2 Júlia, a Velha, irmã de Júlio César, o ditador, casada com Lúcio Pinário e Quinto Pédio.
1.1.2.1.2.2.1.1.3 Júlia, a Jovem, irmã de Júlio César, o ditador, casada com Marco Ácio Balbo, avô de Augusto.
1.1.2.1.2.2.1.2 Júlia, tia de Júlio César, o ditador, casada com Caio Mário.
1.1.2.1.2.2.1.3 Sexto Júlio César (cônsul em 91 a.C.), tio de Júlio César, o ditador.